# کیک جو دوسر
کیک جو دوسر (انگلیسی: Oatcake) یک نوع از نان به شکل مسطح است، شبیه به یک تردک یا بیسکویت، همچنین در برخی از نسخه‌ها به شکل یک کلوچه می‌باشد. این نوع از نان‌ها معمولاً با بلغور جو دوسر به عنوان یک ماده اولیه تهیه می‌شوند، و گاهی آرد ساده یا سبوس دار به آن اضافه می‌گردد. نان کُماج را می‌توان در یک ماهی تابه پُخت (یا به شکل رولت اسکاتلندی) یا پخته شده در فِر.

## تاریخچه

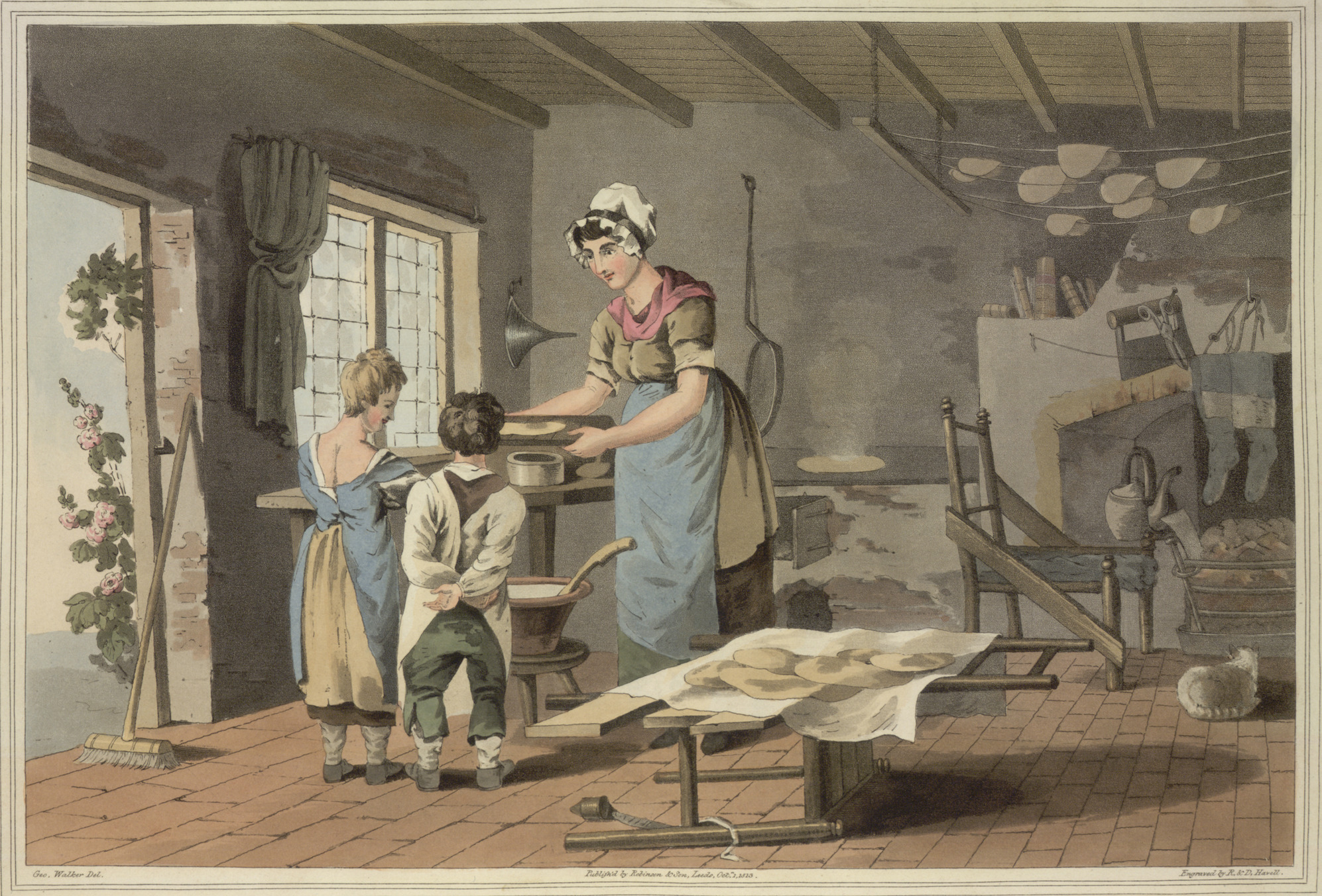
نقاشی از یک زن در حال ساخت کیک جو دو سر یا همان نان کماج، اثری از جورج واکر، صحنه و لباس برگرفته از ایالت یورکشایر در شمال انگلستان

تولید خانگی و مصرف کیک جو دوسر در منطقهٔ اسکاتلند و حداقل تا زمان فتح بریتانیا توسط روم در سال ۴۳ قبل از میلاد گزارش شده‌است و به احتمال بسیار زیاد نیز به عنوان نان اصلی اسکاتلند برای قرن‌ها توصیف می‌گردیده، در حوالی تاریخ ۱۳۵۷ تا ۱۳۶۰ میلادی راهبه‌ای به نام ژان لوبل نوعی پن کیک درست می‌کرد که به آن حالت رولی یا ویفری می‌داد، همان چیزی که مدتی بعد به نام کیک جو دوسر اسکاتلندی مشهور گردید.

## نگارخانه

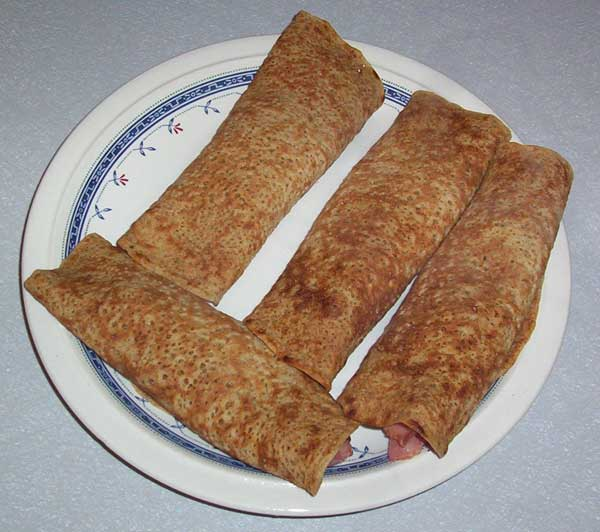
نان کماج استفورد شایر
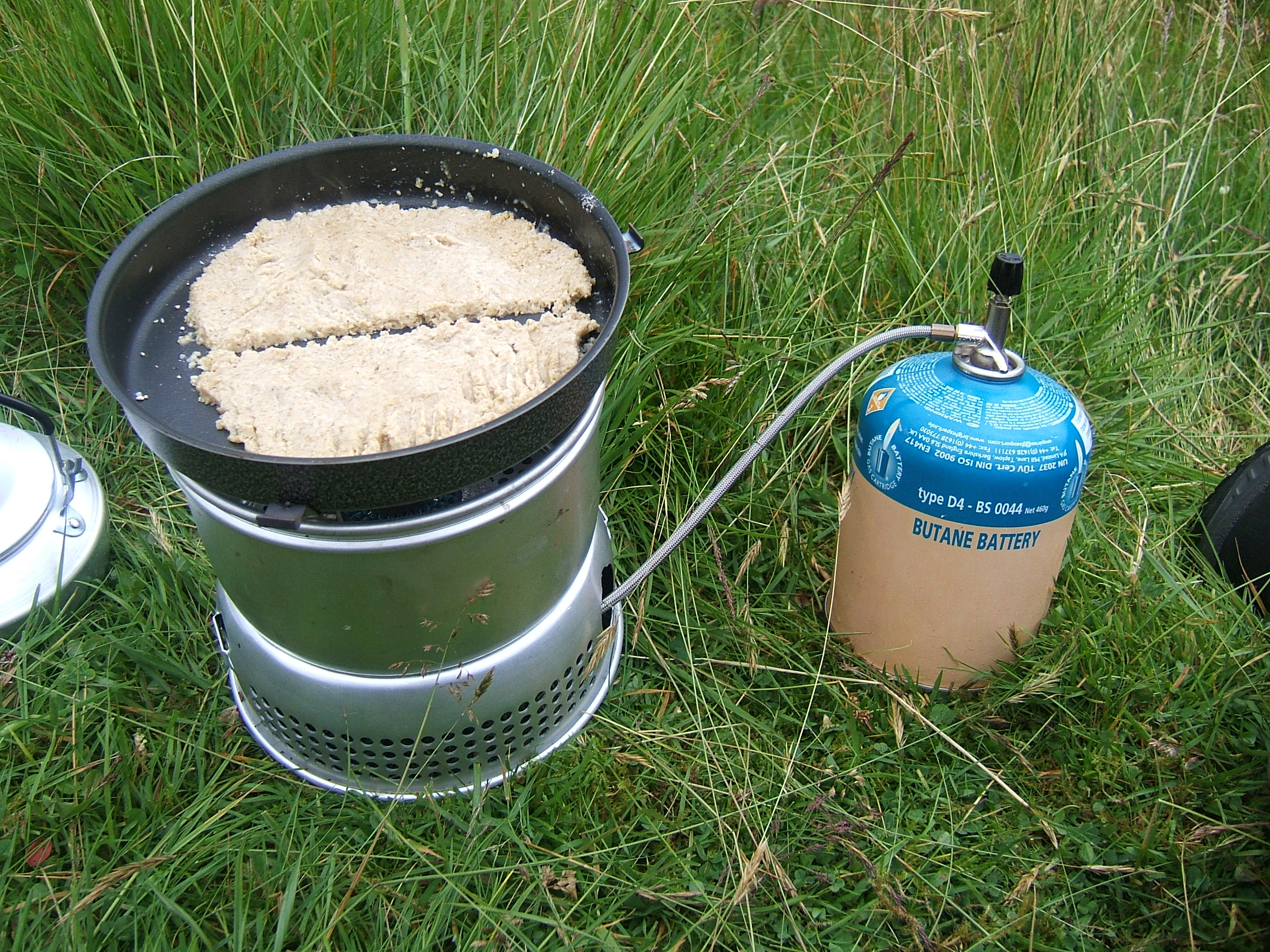
پخت نان کماج خارج از منزل
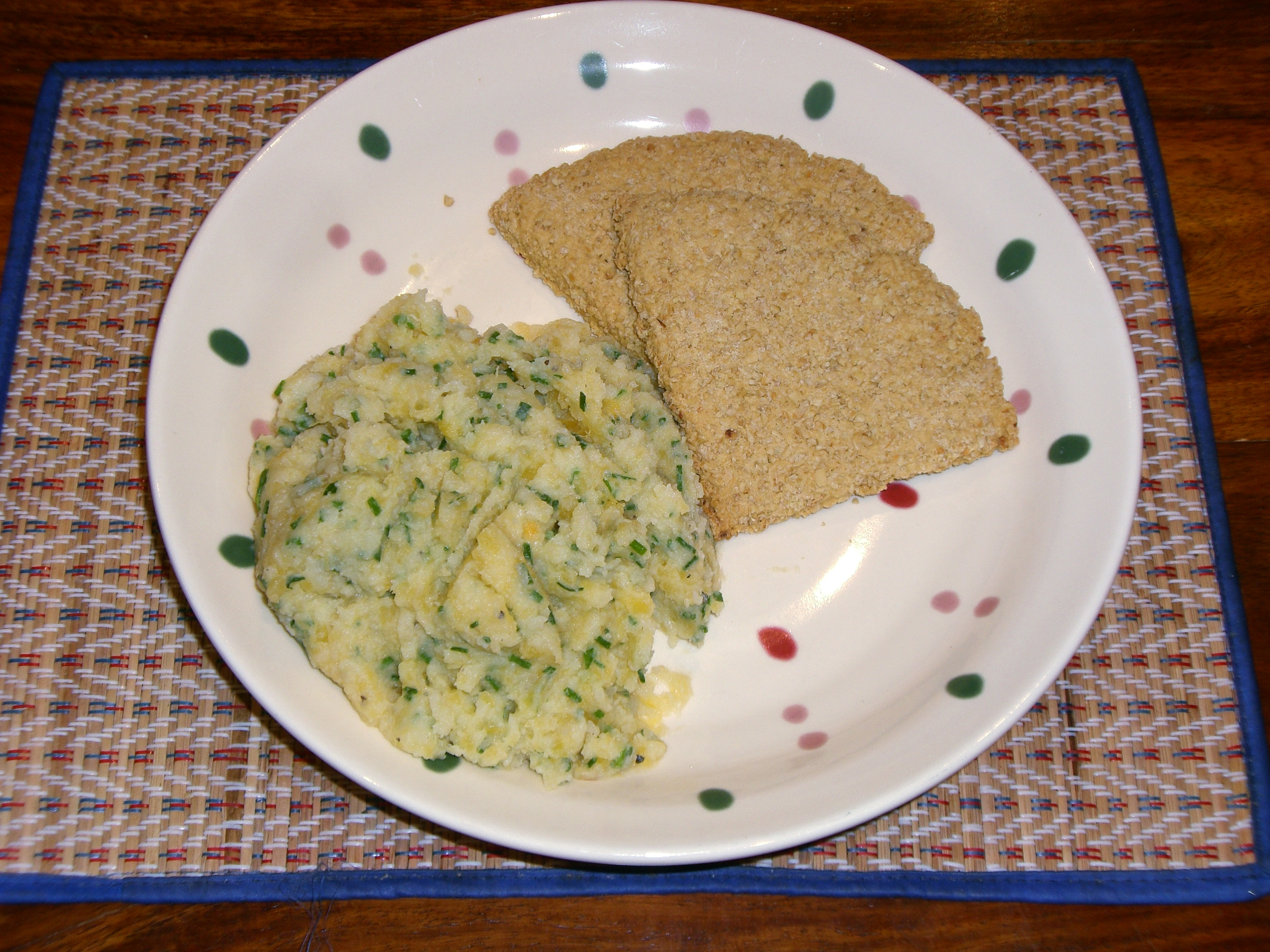
نان کماج به همراه نوعی کوفته سیب زمینی